# Lukas Rifesser
Lukas Rifesser (né le 17 juillet 1986, à Brunico) est un athlète italien spécialiste du 800 mètres. 

## Palmarès

### Championnats d'Europe junior d'athlétisme
- Championnats d'Europe junior d'athlétisme 2005 à Kaunas,  Lituanie
  -  Médaille d'argent sur 800 m